# Gari Sarab
Gari Sarab (Perzisch: گري سرا) is een van de 29 dorpen van de dehestān (rurale gemeente) Kakasharaf in de provincie Lorestān in Iran. In 2006 waren er 56 inwoners in 11 families.